# 平松愛理のオールナイトニッポン
平松愛理のオールナイトニッポン（ひらまつえり - ）は、ニッポン放送の深夜番組『オールナイトニッポン』の金曜2部（毎週金曜日深夜27:00 - 29:00）で放送されていたラジオ番組。
放送期間は1991年4月から同年10月4日までの約6か月間。

## 概要
- この番組のパーソナリティの平松愛理は、それまではラジオにおいてはどちらかと言えばFMのレギュラー出演が多かったが、この番組でAMラジオにも進出、当時のオールナイトニッポンらしく平松本人のキャラクターを生かしたトーク中心の番組構成となり、本人も『これほど自分をさらけ出したことは無かった』と最終回の3回ほど前の放送で話している。明るく、時にはじけたようなトークを展開していた。
- 因みにこの当時の金曜1部パーソナリティだったウッチャンナンチャンとは、『月のランプ』が『ウッチャンナンチャンの誰かがやらねば!』、『素敵なルネッサンス』が『ウッチャンナンチャンのやるならやらねば!!』のそれぞれのエンディングテーマだったというつながりがあり、ウンナンもそれを意識してかウッチャンナンチャンのオールナイトニッポンのエンディングにおいて『この後の平松愛理ちゃんもよろしく』というような事をよく話していた。
- そのトークや、『恋愛ウォーズ』のコーナーなどで電話を通じてのリスナーとのコミュニケーションなどが好感を得ていたが、番組は6か月で終了。最終回前のフリートークで、終了の理由の一つとして『毎週の生放送で、体が持たなくて…』というような話を（笑いを交えながら）していたことがあった。聴取率の面ではどうだったのかは不明だが、デビュー時から子宮内膜症を患っていた事情もあったのではとも思われる（平松愛理#来歴も参照）。
- 当時、デビューしたばかりで各メディアにもよく顔出ししていた頃の、ZARDの坂井泉水がゲスト出演したことがある。

## コーナー
- 真夜中の激論・恋愛ウォーズ

この番組のメイン格とも言えるコーナーで、27時（午前3時）台の多くに時間を費やしており、毎回3人ほどのリスナーと電話をつないで恋愛の悩み・相談について意見を交わしていた。またここでの話について、他のリスナーからはがき・FAXなどで広く意見を聞いていた。
このコーナーのスペシャル版として、約2時間全てを『恋愛ウォーズスペシャル』として放送したこともあった。
- 午前4時のひとりごと

午前4時前後に、駄洒落（滑りやすい物が多かった）のはがきを一枚読んでいたコーナー。
- 突撃!モーちゃん

『優雅で華麗で天才、だけどドジで間抜けで世渡り下手』という人をこの番組で“モーちゃん”と呼び、身の周りにいるこのような人の情報を募集していた。当時1991年がモーツァルト没後200年ということから企画されたコーナーだったという。
- ジャイアンとブタゴリラ

ジャイアンとブタゴリラ（いずれも藤子・F・不二雄作品のキャラクター）に因んで、世の中の微妙に違う言葉を二つ挙げ（『オカマとミスターレディ』『不倫と情事』『オバサンとオバタリアン』『“恐ろしい”と“恐い”』『経験と体験』『文化祭と学園祭』など）、その違いは何かという答え、ネタを募集していた。
- 恋愛六法

恋愛にまつわる色々な決め事（＝“法律”）と“罰則”をこの番組で決めようと、様々な案を募集していた。
- 究極のドリーム・カム・ツアー

この有名人がこんなツアーを主催したらどうなるか、というネタを募集していた。
- 遅刻しても言い訳?

失敗した時こんな言い訳をしたという話と、それについての周りのリアクションなどの話を募集していた。
- 霊体験スペシャル

8月頃に、『恋愛ウォーズ』コーナーのスペシャル版の形でこの企画を行っていた。霊体験の話と、妙な声が入っているような曲（岩崎宏美『万華鏡』、光GENJI『荒野のメガロポリス』など）の紹介がされた。
- リクエストサイドストーリー

リクエスト曲と、それにまつわる様々な話を合わせて募集していた。
- 5話完結恋愛ドラマ『あなたからのプロポーズ』

ラスト5回の放送の中で行われたドラマ仕立てのコーナーで、平松自身の語りと楽曲で進行。
| オールナイトニッポン 金曜2部 | オールナイトニッポン 金曜2部                              | オールナイトニッポン 金曜2部 |
| ---------------------------- | --------------------------------------------------------- | ---------------------------- |
| 前担当TAKU（THE FUSE）       | 平松愛理のオールナイトニッポン 金曜 27:00 - 29:00平松愛理 | 次担当Sepia'n Roses          |